# Orthopyxis crenata
Orthopyxis crenata är en nässeldjursart som först beskrevs av Gustav Hartlaub 1901.  Orthopyxis crenata ingår i släktet Orthopyxis och familjen Campanulariidae. Inga underarter finns listade i Catalogue of Life.